# Stade Lankhelz
Stade Lankhelz – stadion piłkarski w Esch-sur-Alzette, w Luksemburgu. Obiekt może pomieścić 1500 widzów. Swoje spotkania rozgrywają na nim piłkarze klubu US Esch.